# Body of Proof
Body of Proof (pt: Body of Proof(Fox Life) / Prova de Vida(SIC))(br: Body of Proof(Canal Sony) / Prova do Crime(Rede Globo)) é uma série de televisão americana, criada por Christopher Murphey, produzida pelos ABC Studios e transmitida originalmente pela ABC desde 2011. Estrelada por Dana Delany e Jeri Ryan, a série teve seu episódio piloto exibido no dia 29 de Março de 2011. No Brasil é exibida na televisão paga pelo Canal Sony e na televisão aberta pela Rede Globo. Em Portugal é transmitida pela Fox Life Portugal e pela SIC (onde recebe o nome de Prova de Vida).
No dia 13 de Maio a ABC confirmou a segunda temporada do seriado, afirmando estar muito contente com índices de audiência obtidos pelo seriado às 22h nos Estados Unidos.
A série foi renovada para a terceira temporada, a qual terá 13 episódios. Para a terceira temporada, a ABC decidiu reformular o elenco, dessa forma, os atores Nicholas Bishop (Peter Dunlop), John Carroll Lynch (Bud Morris) e Sonja Sohn (Samantha Baker) não retornam para a terceira temporada. No lugar de Bishop será contratado um novo ator que formará parceria com Dana (Megan).

## Sinopse
Uma das maiores neurocirurgiãs do país sofre um acidente de carro, e suas sequelas não permitem que ela entre na sala de cirurgias novamente sem colocar a vida dos pacientes em risco.   Agora ela tenta reconstruir o que sobrou dos pedaços de sua vida, tentando reaproximar-se de sua família, à qual nunca deu a devida atenção, e solucionando crimes como médica legista-examinadora - afinal, não há o perigo dela matar cadáveres!

## Elenco
| Ator                 | Personagem             |
| -------------------- | ---------------------- |
| Dana Delany          | Dr. Megan Hunt         |
| Mark Valley          | Decetive Tommy Sulivan |
| Elyes Gabel          | Cop Adam Schaeffer     |
| Jeri Ryan            | Dr. Kate Murphy        |
| Geoffrey Arend       | Dr. Ethan Gross        |
| Windell Middlebrooks | Dr. Curtis Brumfield   |